# Esquerra Verda (Dinamarca)
Esquerra Verda (en danès, Socialistisk Folkeparti, lit. ‘Partit Popular Socialista’) és un partit polític danès fundat el 15 de febrer de 1959 per Aksel Larsen, líder del Partit Comunista de Dinamarca i agent de la CIA, que fou expulsat del partit per criticar la invasió d'Hongria de 1956, i s'escindí cercant una tercera via entre capitalisme i socialisme. Abans se’l coneixia com a Partit Popular Socialista (que seria la traducció literal del danès), però l'any 2022 el partit va decidir que, a escala internacional, s'anomenaria Green Left o «Esquerra Verda».

## Història
A les eleccions legislatives daneses de 1960 va obtenir 11 escons, i en va perdre un a les de 1964. Durant els anys 60 es va involucrar en el moviment pacifista i antinuclear. A les eleccions de 1966 va arribar als 20 escons i formà govern de majoria amb els socialdemòcrates, però el 1967 trencaren per disputes contínues i s'escindiren els Socialistes d'Esquerra (VS). A les eleccions de 1968 va perdre 9 escons i Larsen fou substituït per Sigurd Omann.
A les eleccions de 1971 recuperà terreny al VS i obtingué 6 escons. El 1972 va fer campanya contra l'entrada danesa a la Unió Europea, cosa que el va condemnar a la marginació i a les eleccions de 1973 va perdre els sis escons guanyats. El 1974 Omann dimití i deixà el càrrec a Gert Petersen. A les eleccions de 1975 va perdre dos escons més.
Durant els anys 70 va canviar el programa i orientació cap al medi ambient i noves tendències. A les eleccions de 1981 va doblar la seva representació fins a 21 escons, que va mantenir a les de 1984. Va fer campanya pel No al referèndum del Tractat de l'Acta Única Europea de 1986.
El 1991 el cap fou Holger K. Nielsen i el 1992 va fer campanya pel No al referèndum pel Tractat de Maastricht, i canvià de postura després del Tractat d'Edinburg, que donava garanties als danesos. Aprovació programa Mod Nye Tider (Cap als Nous Temps). A les eleccions de 1994 va perdre terreny davant l'Aliança Roja-Verda, i el seu eurodiputat, sense consentiment del partit, va asseure amb el Partit Verd Europeu i no amb Esquerra Verda Nòrdica.
Durant el referèndum pel Tractat d'Amsterdam de 1998 va dirigir la campanya del no. Entre 1993 i 2001 va donar suport al govern socialdemòcrata-social-liberal de Poul Nyrup Rasmussen, i el 2000 va fer campanya pel no sobre l’adopció de l'euro. Després de les eleccions de 2001 la seva influència va decaure, tot i controlar alcaldies com les de Vejle, Them, Nakskov, Kalundborg i Maribo. A les eleccions legislatives daneses de 2005 va treure un dels seus pitjors resultats, i fou nomenat nou cap del partit Villy Søvndal. El 2006 va fer campanya pel sí a la Constitució Europea i a les eleccions de 2007 va doblar els seus escons.

## Resultats electorals

### Parlament de Dinamarca
| Any                          | Vots    | %         | Escons   | +/- | Govern                  |
| ---------------------------- | ------- | --------- | -------- | --- | ----------------------- |
| 1960                         | 149,440 | 6.1 (#4)  | 11 / 179 | Nou | Oposició                |
| 1964                         | 151,697 | 5.8 (#4)  | 10 / 179 | 1   | Oposició                |
| 1966                         | 304,437 | 10.9 (#4) | 20 / 179 | 10  | Suport extern (1966–67) |
| 1966                         | 304,437 | 10.9 (#4) | 20 / 179 | 10  | Oposició (1967–68)      |
| 1968                         | 174,553 | 6.1 (#5)  | 11 / 179 | 9   | Oposició                |
| 1971                         | 262,756 | 9.1 (#5)  | 17 / 179 | 6   | Suport extern           |
| 1973                         | 183,522 | 6.0 (#7)  | 11 / 179 | 6   | Oposició                |
| 1975                         | 150,963 | 5.0 (#7)  | 9 / 179  | 2   | Suport extern           |
| 1977                         | 120,357 | 3.9 (#6)  | 7 / 179  | 2   | Oposició                |
| 1979                         | 187,284 | 5.9 (#5)  | 11 / 179 | 4   | Suport extern           |
| 1981                         | 353,373 | 11.3 (#3) | 21 / 179 | 10  | Oposició                |
| 1984                         | 387,122 | 11.5 (#4) | 21 / 179 | =   | Oposició                |
| 1987                         | 490,176 | 14.6 (#3) | 27 / 179 | 6   | Oposició                |
| 1988                         | 433,261 | 13.0 (#3) | 24 / 179 | 3   | Oposició                |
| 1990                         | 268,759 | 8.3 (#4)  | 15 / 179 | 9   | Oposició                |
| 1994                         | 242,398 | 7.3 (#4)  | 13 / 179 | 2   | Suport extern           |
| 1998                         | 257,406 | 7.6 (#4)  | 13 / 179 | =   | Suport extern           |
| 2001                         | 219,842 | 6.4 (#5)  | 12 / 179 | 1   | Oposició                |
| 2005                         | 201,047 | 6.0 (#6)  | 11 / 179 | 1   | Oposició                |
| 2007                         | 450,975 | 13.0 (#4) | 23 / 179 | 12  | Oposició                |
| 2011                         | 326,082 | 9.2 (#5)  | 16 / 179 | 7   | Coalició (2011–14)      |
| 2011                         | 326,082 | 9.2 (#5)  | 16 / 179 | 7   | Suport extern (2014–15) |
| 2015                         | 148,027 | 4.2 (#8)  | 7 / 179  | 9   | Oposició                |
| 2019                         | 272,093 | 7.7 (#5)  | 14 / 179 | 7   | Suport extern           |
| 2022                         | 293,186 | 8.3 (#4)  | 15 / 179 | 1   | Oposició                |
| Font: Folketingets Oplysning |         |           |          |     |                         |

### Parlament Europeu
| Any  | Líder             | Vots    | %          | Escons | +/- | Grup      |
| ---- | ----------------- | ------- | ---------- | ------ | --- | --------- |
| 1979 | Bodil Boserup     | 81,991  | 4.7 (#7)   | 1 / 15 | Nou | COM       |
| 1984 | Bodil Boserup     | 183,580 | 9.2 (#5)   | 1 / 15 | =   | COM       |
| 1989 | John Iversen      | 162,902 | 9.1 (#5)   | 1 / 16 | =   | COM       |
| 1994 | Lilli Gyldenkilde | 178,543 | 8.6 (#6)   | 1 / 16 | =   | NGLA      |
| 1999 | Pernille Frahm    | 140,053 | 7.1 (#7)   | 1 / 16 | =   | GUE/NGL   |
| 2004 | Margrete Auken    | 150,766 | 8.0 (#5)   | 1 / 14 | =   | Verds/ALE |
| 2009 | Margrete Auken    | 371,603 | 15.9 (#3)  | 2 / 13 | 1   | Verds/ALE |
| 2014 | Margrete Auken    | 249,305 | 11.0 (#4)  | 1 / 13 | 1   | Verds/ALE |
| 2019 | Margrete Auken    | 364,895 | 13.2 (#3)  | 2 / 14 | 1   | Verds/ALE |
| 2024 | Kira Peter-Hansen | 426,472 | 17.42 (#1) | 3 / 15 | 1   | Verds/ALE |